# Cantil (Californie)
Pour les articles homonymes, voir Cantil.
Cantil est une communauté non-incorporée (unincorporated community) située en Californie (États-Unis), dans le comté de Kern.

## Géographie
Cantil établie est dans la partie occidentale du désert des Mojaves, dans la vallée de Fremont.

## Histoire
Le 31 octobre 2014, le véhicule suborbital à vocation commerciale VSS Enterprise de Virgin Galactic s'est écrasé près de Cantil, tuant l'un des deux pilotes.

## Dans les arts
- Des scènes du film d'horreur de la série des Universal Monsters d'Universal, La Momie (The Mummy, 1932), ont été tournées dans la localité.